# Adolf Wanzeele
Adolf Marcel Romaan Wanzeele (Gent, 24 september 1923) is een Belgische voormalige atleet.  Hij was gespecialiseerd in de sprint en behaalde één Belgische titel.

## Biografie
Wanzeele begon in 1939 met atletiek en sloot zich aan bij AA Gent. Hij werd in 1943 Belgisch kampioen op de 400 m.
Wanzeele sloot zich tijdens de Tweede Wereldoorlog aan bij de Vlaamse Wacht. In 1944 werd hij daarvoor door de Koninklijke Belgische Atletiekbond levenslang geschorst. Na de Tweede Wereldoorlog werd hij veroordeeld, in eerste instantie tot vijf jaar en in beroep tot acht jaar gevangenisstraf.

## Belgische kampioenschappen
| Onderdeel | Jaar |
| --------- | ---- |
| 400 m     | 1943 |

## Persoonlijke records
| Onderdeel | Prestatie | Datum             | Plaats |
| --------- | --------- | ----------------- | ------ |
| 400 m     | 49,6 s    | 24 september 1942 | Milaan |

## Palmares

### 400 m
- 1943:  BK AC - 49,6 s